# Huberantha palawanensis
Huberantha palawanensis là một loài thực vật thuộc họ Annonaceae. Loài này được Elmer Drew Merrill miêu tả khoa học đầu tiên năm 1915 dưới danh pháp Polyalthia palawanensis. Năm 2016, Ian Mark Turner chuyển nó sang chi Huberantha.

## Phân bố
Nó là loài đặc hữu Philippines.